# Ejido San Felipe
Ejido San Felipe är en ort i Mexiko, tillhörande kommunen Texcoco i delstaten Mexiko. Ejido San Felipe ligger i den centrala delen av landet och tillhör Mexico Citys storstadsområde. Orten hade 427 invånare vid folkräkningen 2010.